# Sharonne
Sharonne, pseudonimo di Cristóbal Garrido Pinto (Sabadell, 1º giugno 1976), è un attore, cantante, personaggio televisivo e drag queen spagnola, noto per aver vinto la seconda edizione di Drag Race España.

## Biografia
Nato nella comunità autonoma della Catalogna, Garrido ha iniziato la sua carriera artistica da giovanissimo nel mondo del teatro amatoriale. Ha studiato amministrazione all'università, prima di dedicarsi a pieno titolo alla recitazione. Ha successivamente conseguito un diploma in recitazione presso la TRAM Expressió e un diploma di danza all'Accademia CO&CO, entrambe collocate a Barcellona. Prima di esibirsi sotto lo pseudonimo Sharonne, Garrido si è esibito con il personaggio drag DJ Lucy presso la discoteca catalana The Hole Zero.
Come cantante, ha debuttato come parte del duo Shimai, che ha raggiunto notorietà nazionale grazie a una loro versione di Estoy bailando delle Hermanas Goggi. Nel 2001, come parte del gruppo en travesti Trans-X, ha preso parte a Eurocanción 2001, il processo di selezione nazionale per la scelta del rappresentante spagnolo all'Eurovision Song Contest di Copenaghen.
Sharonne ha debuttato come attrice nel 2000, prendendo parte prima al corto cinematografico Puta de oros di Miquel Crespi, per poi prendere parte alla serie televisiva catalana El cor de la ciutat, dove ha interpretato per il personaggio di Velvet, il primo personaggio transgender ad essere presentato al pubblico catalano.
Nel 2017 Garrido ha partecipato all'edizione inaugurale di Tu cara no me suena todavía, versione spagnola del programma televisivo Tali e quali, dove si è esibito in un'imitazione della cantante cubana Olga Guillot con il brano Soy lo prohibido. Alla fine della puntata è stato incoronato vincitore, che gli ha permesso di prendere parte alla finale, dove si è classificato al terzo posto.

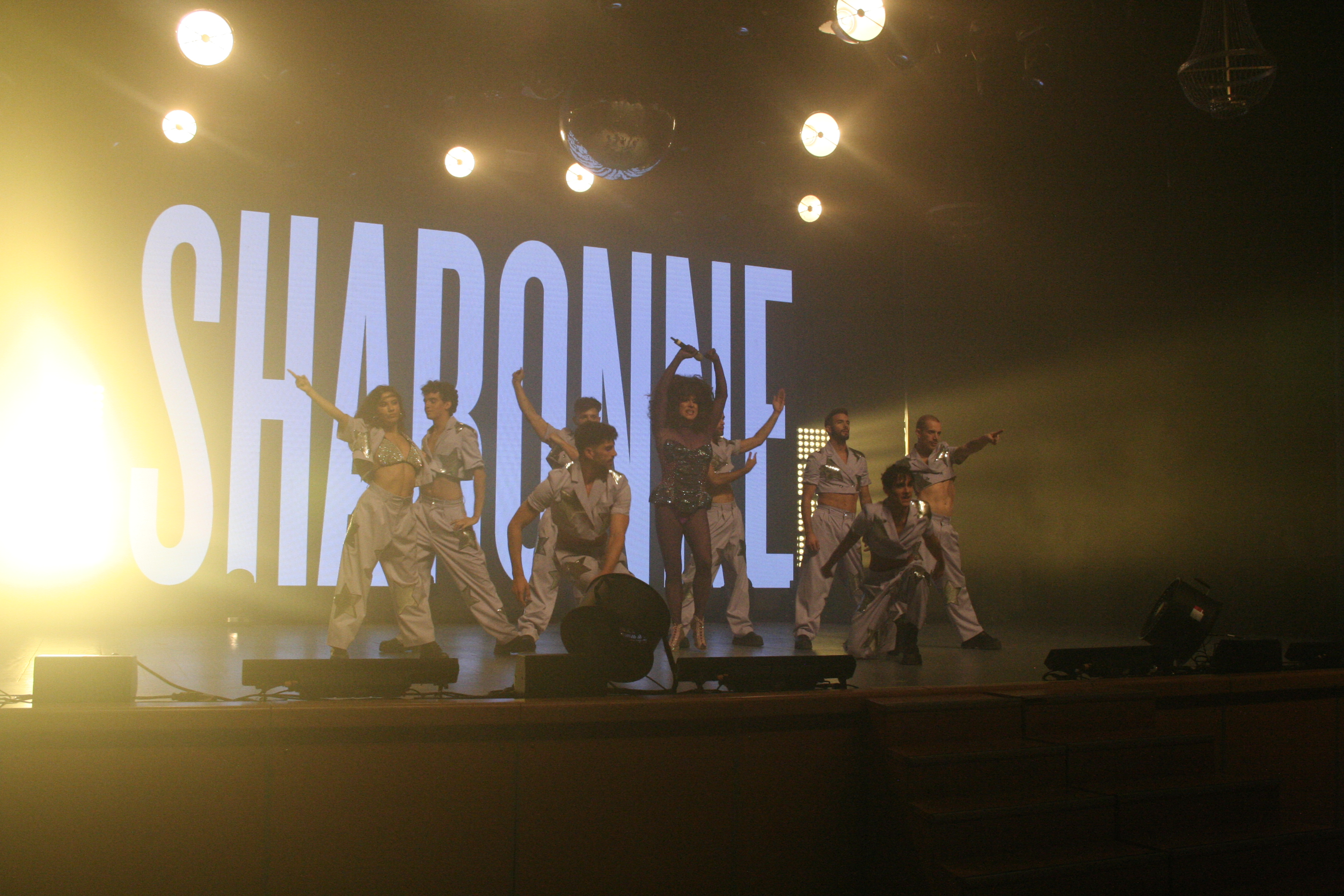
Sharonne mentre si esibisce durante al Gran Hotel de las Reinas a Valladolid, 22 ottobre 2022

L'anno successivo ha partecipato alla maratona televisiva La Marató de TV3, dove ha reso omaggio a coloro che sono morti di cancro esibendosi con la canzone (You Make Me Feel Like) A Natural Woman di Aretha Franklin. Nello stesso anno, insieme a Beni Sánchez, ha presentato il Gala de Reines del Carnaval 2018 della città di Vinaròs.
Nel febbraio 2022 l'emittente Atresmedia ha annunciato che Sharonne era stata selezionata come una delle dodici drag queen che avrebbero preso parte alla seconda edizione di Drag Race España, dove è stata dichiarata vincitrice nella puntata finale mandata in onda il successivo 5 giugno. In seguito alla sua vittoria, Sharonne ha preso parte al tour Gran Hotel de las Reinas insieme al resto del cast. Ha inoltre firmato con la piattaforma AtresPlayer per presentare, insieme alle drag queen Supremme de Luxe, Pupi Poisson ed Estrella Xtravaganza, il programma Reinas al rescate, uno show-documentario in cui le quattro viaggiano nelle regioni più profonde della Spagna alla ricerca di storie con protagonisti persone provenienti dalla comunità LGBTQI+.
Nell'ottobre 2022 è stata annunciata la sua partecipazione al Benidorm Fest 2023, festival che ha decretato il rappresentante spagnolo all'annuale Eurovision Song Contest, dove ha presentato l'inedito Aire senza riuscire a qualificarsi per la finale.

## Filmografia

### Cinema
- Puta de oros, regia di Miquel Crespi (2000)

### Televisione
- Crónicas marcianas, talk show (Telecinco, 1997)
- Eurocanción, festival musicale (RTVE, 2001)
- Paranoia semanal, talk show (Antena 3, 2007)
- El cor de la ciutat, serie TV (TV3, 2008-09)
- Tretze anys i un día, serie TV (TV3, 2008-09)
- ¡Tú sí que vales!, talent show (Telecinco, 2013)
- Alaska y Coronas, talk show (La 1, 2014)
- Lo que surja, miniserie (Loquesurja.es, 2016)
- Forenses, serie TV (A3M, 2017)
- Tu cara no me suena todavía, talent show (Antena 3, 2017)
- La Marató de TV3, telethon (TV3, 2018)
- ¡Ahora caigo!, game show (Antena 3, 2018)
- Drag Race España, talent show (ATRESplayer, 2022)
- Reinas al rescate, miniserie (ATRESplayer, 2022)
- Banidorm Fest, festival musicale (RTVE, 2023)

## Discografia

### Singoli
- 2019 – Hi!
- 2022 – Llévame al cielo (Remix) (con Supremme de Luxe, Estrella Xtravaganza, Marina e Venedita Von Däsh)
- 2022 – Sparkle Up!
- 2022 – Aire
- 2023 – Libertad

#### Come featuring
- 2023 – Camino hacia los mares (Tiziano Ferro con Sharonne)